# Myriochila melancholica
Myriochila melancholica (Fabricius, 1798) è un coleottero carabide della sottofamiglia Cicindelinae.

## Tassonomia
Comprende le seguenti sottospecie:
- Myriochila melancholica melancholica (Fabricius, 1798)
- Myriochila melancholica semicircumcincta (Mandl, 1959)